# AlliedSignal
AlliedSignal was een Amerikaanse lucht- en ruimtevaart-, automobiel en technologiebedrijf.

## Geschiedenis
Het bedrijf ontstond in 1985 door de fusie van Allied Chemical & Dye Corporation met Signal Oil. Op 19 september 1985 werd de naam van de combinatie gewijzigd in Allied-Signal. In 1993 liet men het koppelteken vallen om de cohesie binnen het bedrijf uit te dragen. De lucht- en ruimtevaartactiviteiten van het bedrijf stamden van de fusie van Signal Oil met Garrett Systems in 1964. Luchtvaart groeide hierop uit tot Signal Oils belangrijkste sector. In 1974 werden de olie-activiteiten verkocht aan Burmah Oil voor US$ 480 miljoen.
Medio 1997 werd Prestone Products Corporation gekocht voor circa US$ 400 miljoen. Prestone is een fabrikant van autoverzorgingsproducten en behaalde een jaaromzet van US$ 300 miljoen. AlliedSignal telde 70.000 medewerkers per jaareinde 1997, waarvan 52.000 in de Verenigde Staten.
In 1999 nam AlliedSignal het eveneens Amerikaanse bedrijf Honeywell over. De luchtvaartafdeling van AlliedSignal had in dat jaar een omzet van US$ 4,9 miljard, equivalent aan een derde van de totale omzet van US$ 15,1 miljard. AlliedSignal maakte ook turbo's voor dieselmotoren, chemicaliën, elektronica en vezels. Verder maakte het consumentenproducten voor autorijders, zoals Prestone antivries, FRAM olie- en luchtfilters en Autolite bougies. Inclusief Honeywell kwam de jaaromzet uit op US$ 25 miljard. In december dat jaar werd de naam van het bedrijf gewijzigd in Honeywell omdat die meer bekendheid genoot. Op Avionica na waren de productgroepen van beide bedrijven complementair.

## Producten
- Lucht- en ruimtevaart
  - Avionica
  - Hulpmotoren
  - Milieucontrolesystemen
  - Vliegtuiglampen
  - Landingsgestellen
  - Vliegtuigmotoren voor privéjets
- Automobiel
  - Bougies
  - Filters
  - Antivries
- Technologie
  - Polymeer
  - Chemicaliën
  - Elektronica